# کلیف لویید
کلیف لویید (انگلیسی: Cliff Lloyd; ۱۴ نوامبر ۱۹۱۶ – ۱۰ ژانویهٔ ۲۰۰۰) بازیکن فوتبال، و سرمربی (فوتبال) بود.
از باشگاه‌هایی که در آن بازی کرده‌است می‌توان به باشگاه فوتبال رکسهام و باشگاه فوتبال فولام اشاره کرد.